# テワンテペク地峡

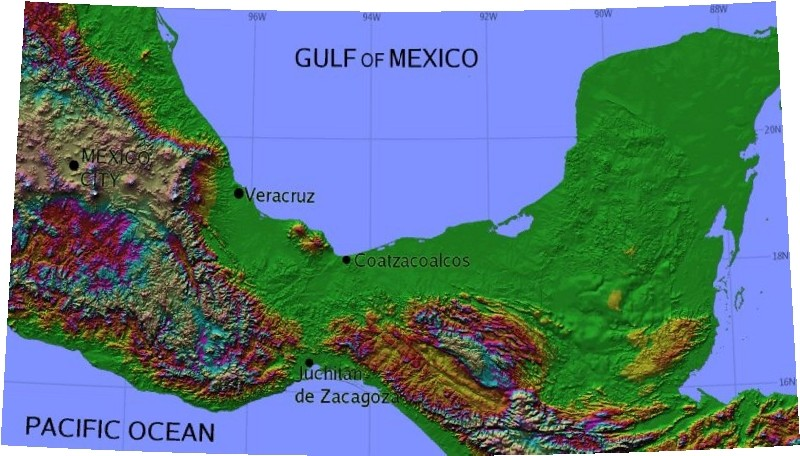
テワンテペク地峡

テワンテペク地峡（テワンテペクちきょう、スペイン語: Istmo de Tehuantepec）は、メキシコに位置する地峡であり、メキシコ湾から太平洋までの距離が最も短い場所である。

## 名前の由来
テワンテペクの名前は、ナワトル語で「ジャガーの丘」を意味する「tecuani-tepec」に由来する。

## 地理
テワンテペク地峡はメキシコの西経94度から96度の部分に位置する。地峡の西側にはベラクルス州とオアハカ州、東側にはタバスコ州とチアパス州がある。
メキシコ湾から太平洋までの距離は、最も短い場所で 200 km 程である。南シエラマドレ山脈の東端であり、地峡の部分は比較的なだらかな地形となっている。テワンテペク地峡を横切るテワンテペク鉄道の最高地点の標高は 224 m である。
地峡の北側には沼地と熱帯雨林が広がっている。これらはテワンテペク鉄道の建設時に大きな障害となった。
1907年に完成した鉄道はカンペチェ湾側のプエルト・メヒコから南にマティアス・ロメロを通り、テワンテペク湾の西側のサリナ・クルスへと続く。

## 関連情報
セルゲイ・エイゼンシュテインの映画、メキシコ万歳で描かれているのはこの地域である。
- テワンテペク地峡大洋間回廊（英語版） (Corredor Interoceánico del Istmo de Tehuantepec) (CIIT)
- 大洋間鉄道